# Primo de Solinas
El Primo de Solinas nombrado en honor de Jerome Solinas, es un tipo de número primo con la forma: 2a ± 2b ± 1, donde 0 < b < a. 
Por ejemplo, los primeros cinco pares de números primos gemelos también son números primos de Solinas.

## Características
Los primeros números primos de Solinas son
3, 5, 7, … (sucesión A165255 en OEIS).